# ヒメクワガタ
ヒメクワガタ（姫鍬形、学名：Veronica nipponica）は、オオバコ科クワガタソウ属の多年草。小型の高山植物。
従来の分類体系である新エングラー体系、クロンキスト体系では、クワガタソウ属はゴマノハグサ科に含められていた。

## 特徴
地下茎は短く、基部で分枝して株をつくる。茎は直立して高さ7-14cmになり、細かい白毛が生える。葉は対生し、葉身は卵状楕円形で長さ1-2cm、幅0.5-1.3cm、先端はややとがり、縁の鋸歯は小さく先が鈍く、基部に葉柄はない。葉の両面にまばらに細かな白毛が生える。
花期は7-8月。茎先に総状花序をつけ、数個の小さな花をつける。花柄は長さ1.5-5mmになり、細かい毛が生える。萼は深く4裂し、萼裂片は狭長楕円形で先は鈍く、軟毛が生える。花冠は径5-6mmで皿形になって深く4裂し、淡紅紫色になる。雄蕊は2個あり、上部の花冠裂片の左右につき、葯は紫色になる。花柱は1個あり、長さ1-2mmになり果時まで残る。果実は蒴果となり、楕円形で平たく、長さ約6mm、幅4.5mmで、先端はへこみ、軟毛が生える。種子は円盤状で多数ある。

## 分布と生育環境
日本固有種。本州の中部地方から東北地方の日本海側（鳥海山、月山、飯豊山、吾妻山、北アルプス中北部、白山山系）に分布し、高山帯の乾いた草地や礫地に生育する。

## ギャラリー

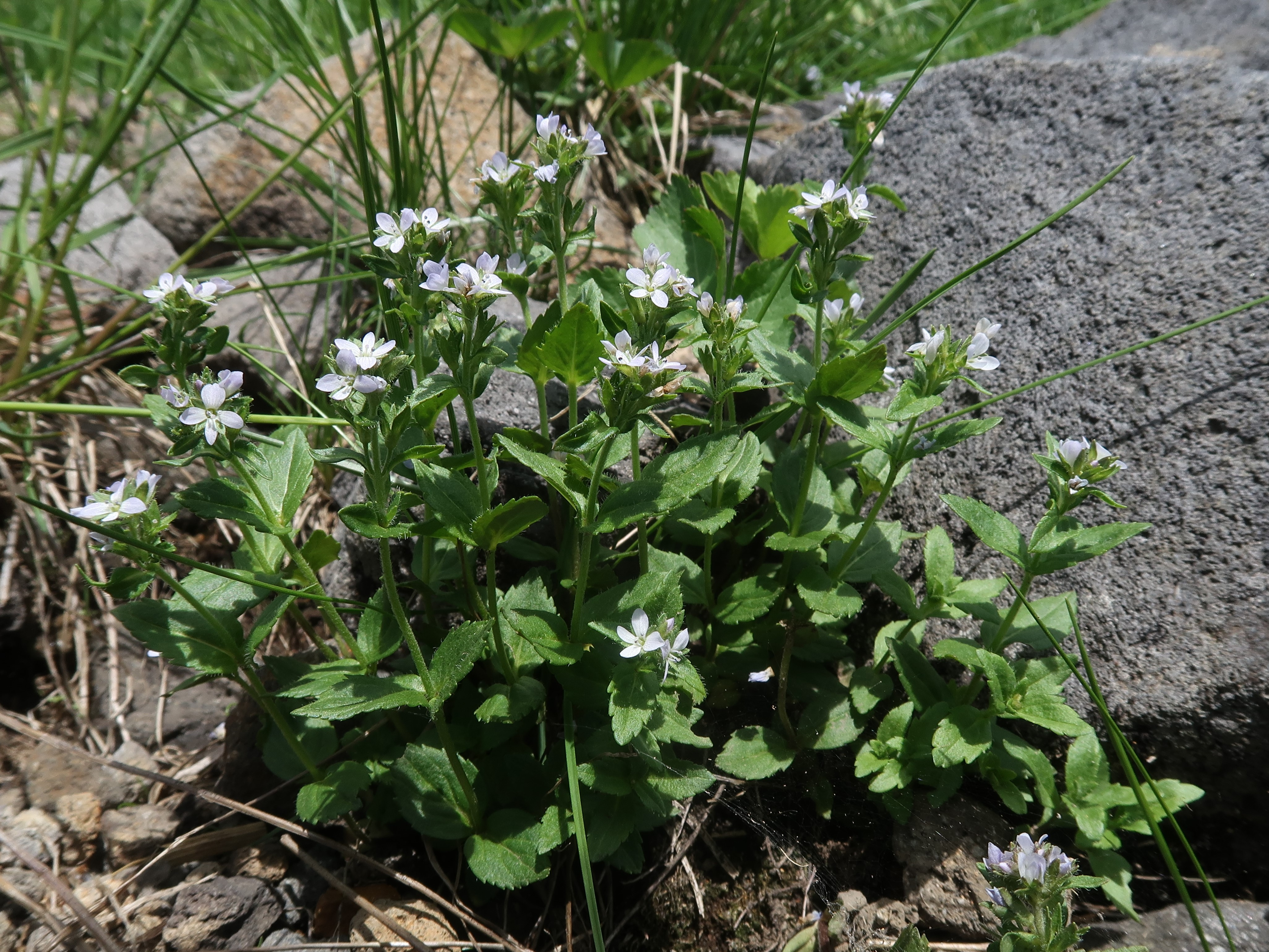
茎は株立ちする。葉は対生し、縁に先が鈍い鋸歯がある。
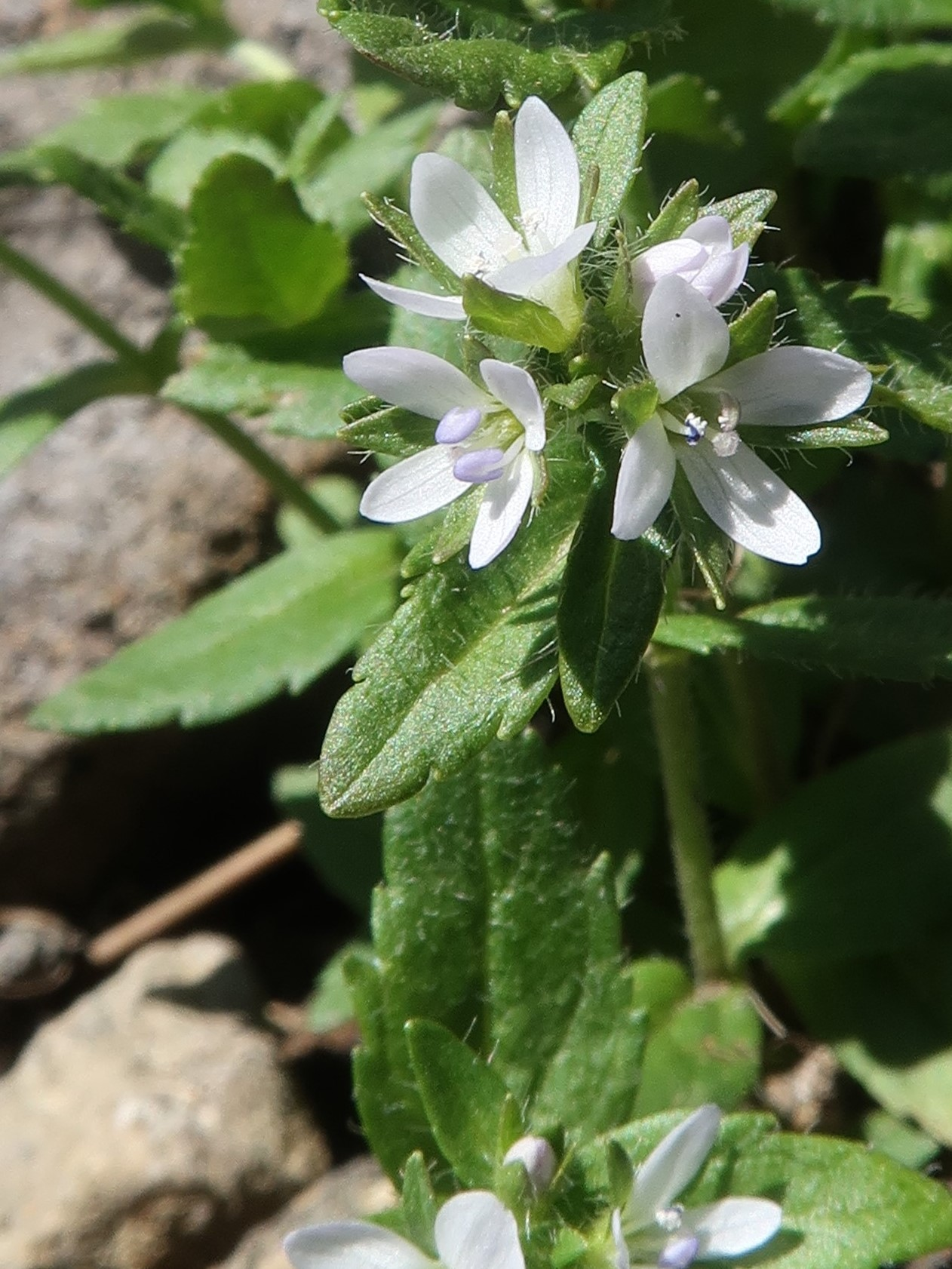
花冠は深く4裂し、雄蕊は2個、花柱は1個ある。
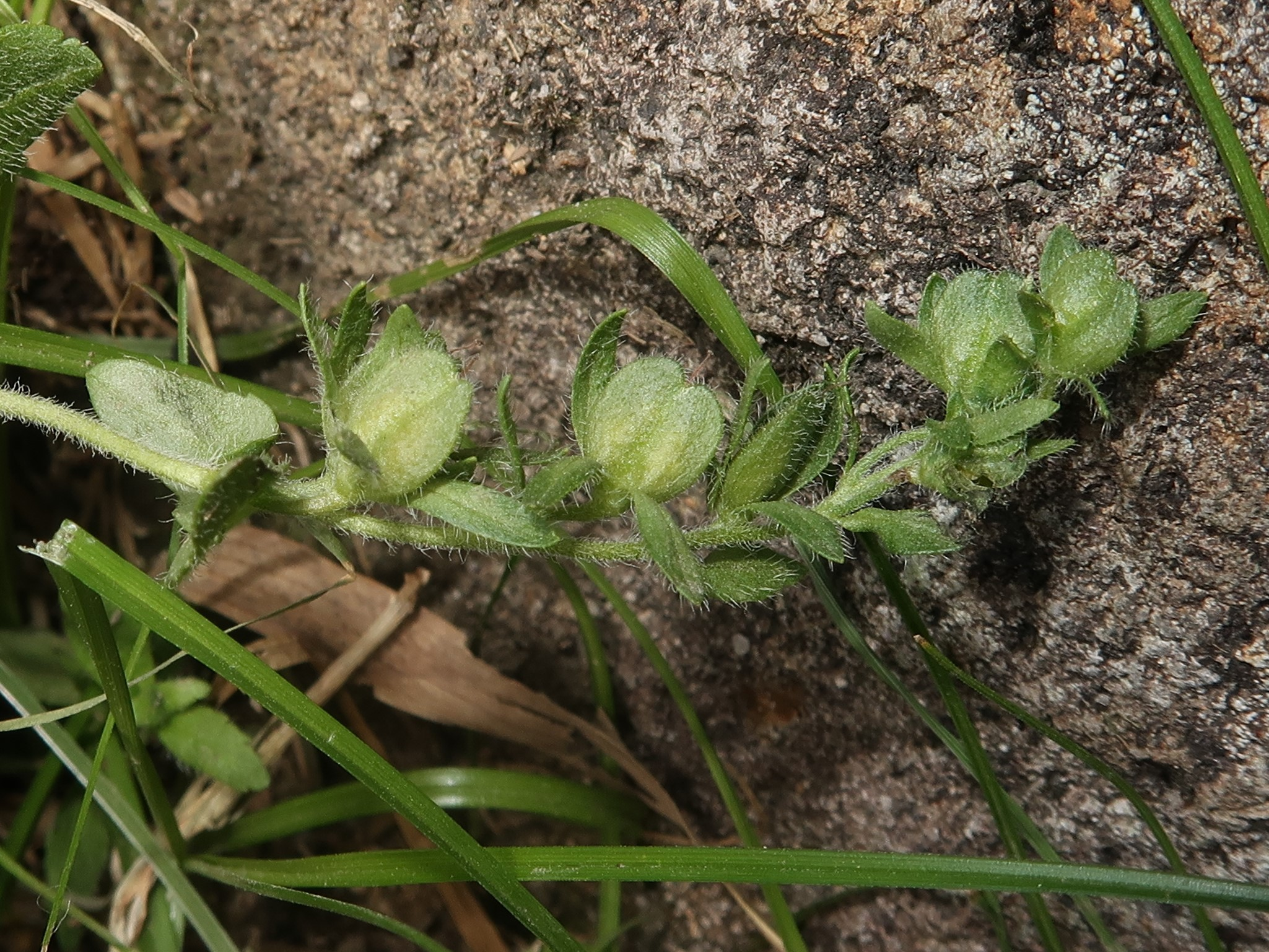
蒴果に果柄があり、蒴果の先端はへこむ。

## 下位分類
変種にシナノヒメクワガタ（信濃姫鍬形、学名：Veronica nipponica Makino ex Furumi var. sinanoalpina H.Hara）がある。基本種に似るが、花序が短く、蒴果は倒卵形で、先端が鈍形から円形となってへこまない。日本固有種。本州の中部地方（乗鞍岳、御嶽山、中央アルプス、南アルプス）に分布する。